# João Pereira de Oliveira
João Pereira de Oliveira (José de Freitas, 25 de maio de 1959) ,é um artista plástico brasileiro, especializado em esculturas de madeira.

## Biografia
É o sexto filho de doze irmãos. Filho de Helvídio Constâncio de Oliveira e Luiza Pereira Oliveira. Casado com Sônia Maria Lima da Silva Oliveira, professora, com quem teve um filho que se chama João Emanuel... Natural de José de Freitas, João Oliveira é autodidata em pinturas, esculturas, entalhes, mosaicos e murais. Iniciou na pintura nos anos 70  e em meados de 79, quando visitava a cidade de Canindé, despertou interesse pela escultura em madeira, arte na qual veio a se especializar. 
Seu trabalho é 100% artesanal. A metodologia que normalmente utilizava era a produção de um modelo, em menor escala. A partir daí seguia a perspectiva e anatomia, de lá estudava as formas, posições e movimentos. Desta forma conseguia uma obra geometricamente organizada, com mais realismo e naturalidade, causando perfeição de profundidade, perspectiva e tridimensionalidade.

Fora do Piauí, o artista participou de diversas exposições e eventos como a Feira de Arte Santeira de Canindé, no Ceará; Feira de Artesanato Mãos de Minas, em Belo Horizonte; além de exposições nas cidades do Rio de Janeiro, São Paulo, Porto Alegre, Salvador e Fortaleza, acumulando prêmios e reconhecimento. Além dos trabalhos espalhados por todo o território nacional, João Oliveira já expôs suas peças em diversos países, como Itália, Espanha, Alemanha, Canadá e Estados Unidos.

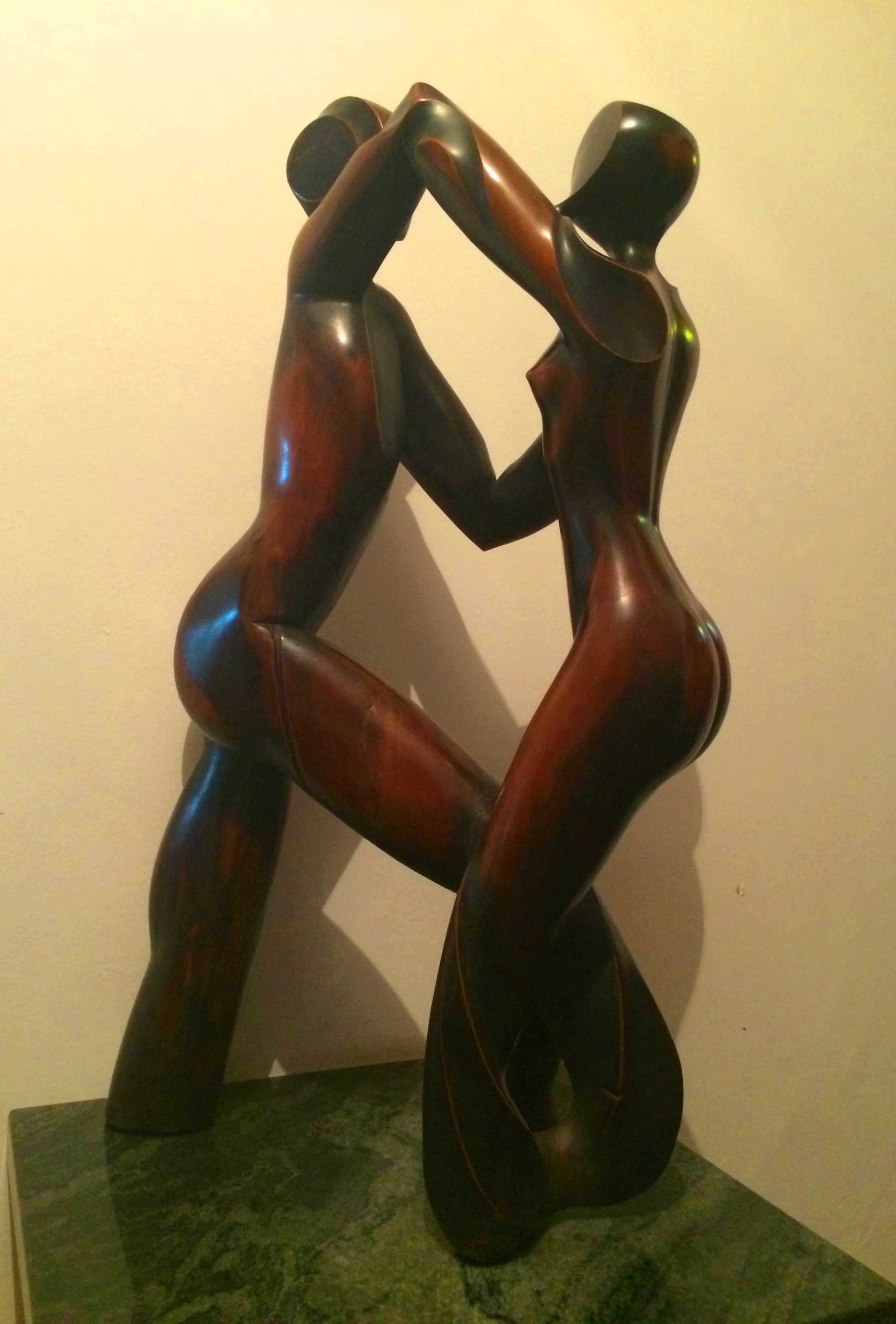
Joao Oliveira

Ficheiro:Desilusão, Pietá

## Premiações
- 1995 – 3º lugar, Arte Santeira do Piauí, com a escultura Jesus Cristo Crucificado.
- 1996 – 1º e 2º lugar, Arte Santeira do Piauí, Entalhe de Nossa Senhora da Conceição e Maria com o Menino Jesus.
- 2000 – 1º lugar, Arte Santeira do Piauí, com a escultura São Francisco.
- 2001 – 1º lugar, Arte Santeira do Piauí, com a escultura Santo Antônio.
- 2003 – 1º lugar, Arte Santeira do Piauí, com o mosaico Madona e o Menino.

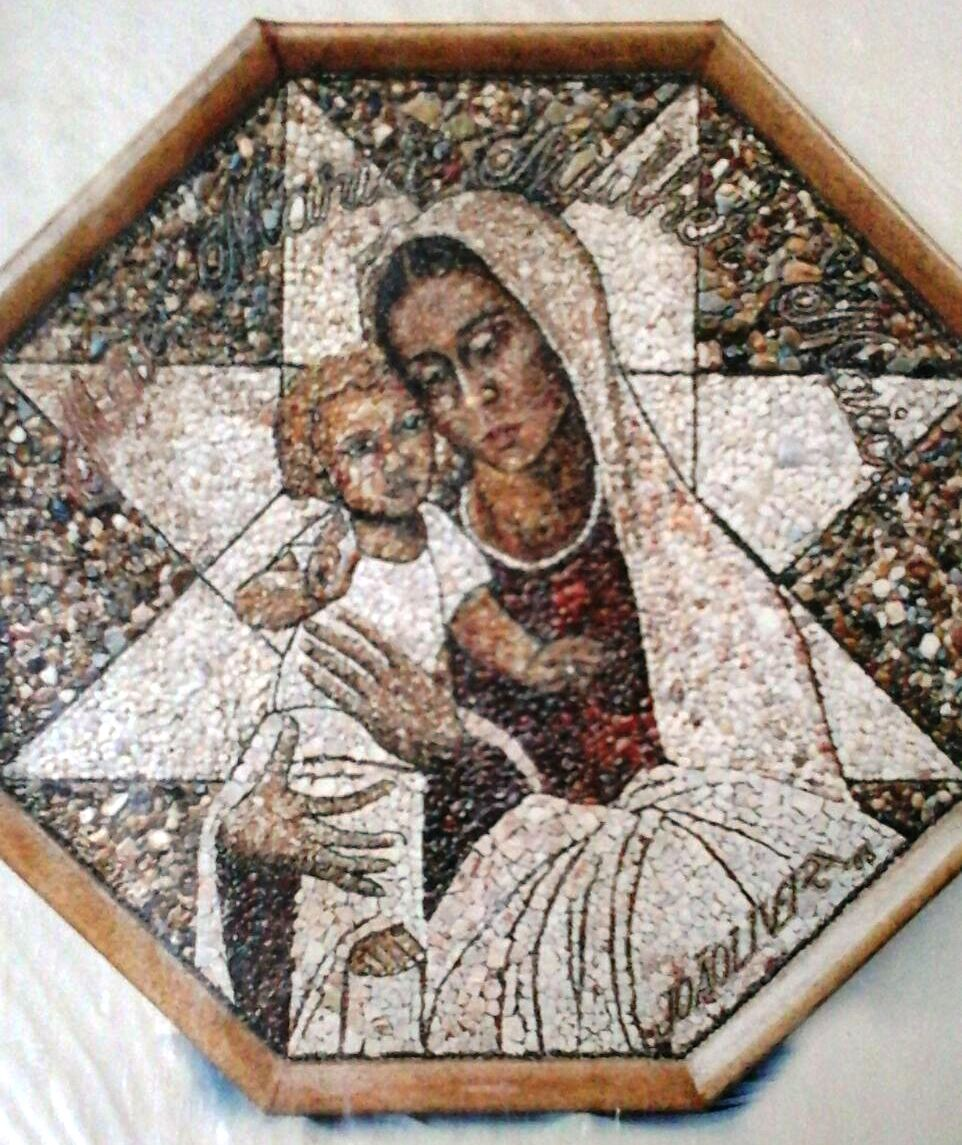
Madona e o Menino, 2003

- Madona e o Menino, 20032003 – Menção Honrosa no X Salão de Artes Plásticas de Teresina, com a obra Cristo Morto.
- 2004 – 1º lugar, Arte Santeira do Piauí, com a escultura Contemplação de Santo Antônio.
- 2005 – Menção Honrosa no X Salão de Artes Plásticas de Teresina, com a obra Desilusão.
- 2005 – 2º lugar, Arte Santeira do Piauí, com a obra São Francisco e os Animais.
- 2008 – 1º lugar, Arte Santeira do Piauí, com a escultura Cristo Fragmentado.
- 2009 – 1º lugar, Arte Santeira do Piauí, com a escultura Cristo Crucificado.